# 张渠乡
张渠乡是中国陕西省延安市志丹县下辖的一个乡。

## 行政区划
张渠乡下辖以下行政区：
张渠村、白元村、孟洼村、田湾村、李渠村、南湾村、王渠村、王仡托村、姚沟村、谢渠村、贺渠村、庙和渠村、王崾先村、才良子村、白家湾村、前元子村、幸福湾村